# Валдайско възвишение
Валда̀йското възвишение (на руски: Валдайская возвышеность) е обширно възвишение в централната част на Източноевропейската равнина, простиращо се на територията на Ленинградска, Новгородска, Тверска, Псковска и Смоленска област в Русия. Дължината му от север на юг е над 600 km а ширината от изток на запад – до 300 km. Средната му надморска височина е от 150 до 250 m, максимална 343 m (57°15′30″ с. ш. 33°53′26″ и. д. / 57.258333° с. ш. 33.890556° и. д.), разположена в района на изворите на река Цна.
Основата на възвишението е изградена от кредни варовици, мергели и глини, изграждащи северозападното крило на Московската синеклиза, които са препокрити с ледникови и водно-ледникови наслаги. В състава на голямото Валдайско възвишение обикновено се включват Тихвинските и Мегорските хълмове, Вепсовското възвишение, възвишението Бежецки Верх и др. Северозападният му склон е стръмен (т.н. Валдайско-Онежки отстъп, спускащ се към Приилменската низина), а югоизточния – полегат. Релефът е моренен и ридово-хълмисто.
Валдайското възвишение се явява вододел на три водосборни басейна: Каспийско море, Балтийско море и Черно море. Към басейна на Каспийско море се отнася река Волга с притоците си Тверца, Медведица, Молога и др. Към басейна на Балтийско море – река Западна Двина с притока си Межа и реките Ловат и Мста (вливащи се в езерото Илмен), Сяс (в Ладожкото езеро) и др. Към басейна на Черно море – река Днепър с притока си Воп. в него са разположени стотици езера: Горноволжките езера (Пено, Вселуг, Волго), Селигер и др. Силно заблатено. По югоизточното му подножие, характеризиращо се с хълмисто-езерен релеф, се прекарва границата на Валдайското (Осташковско) кватернерно заледяване.